# فهرست نبردهای جنگ جهانی اول

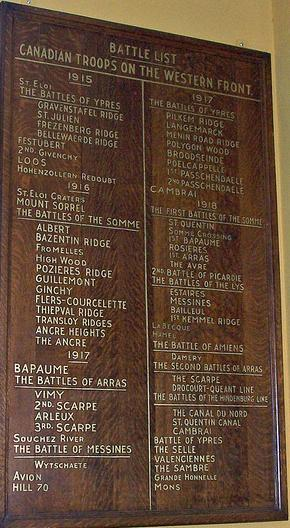
فهرست نبردهای کانادا در جنگ جهانی اول در جبههٔ غرب، در کوریه هال، کالج نظامی سلطنتی کانادا.

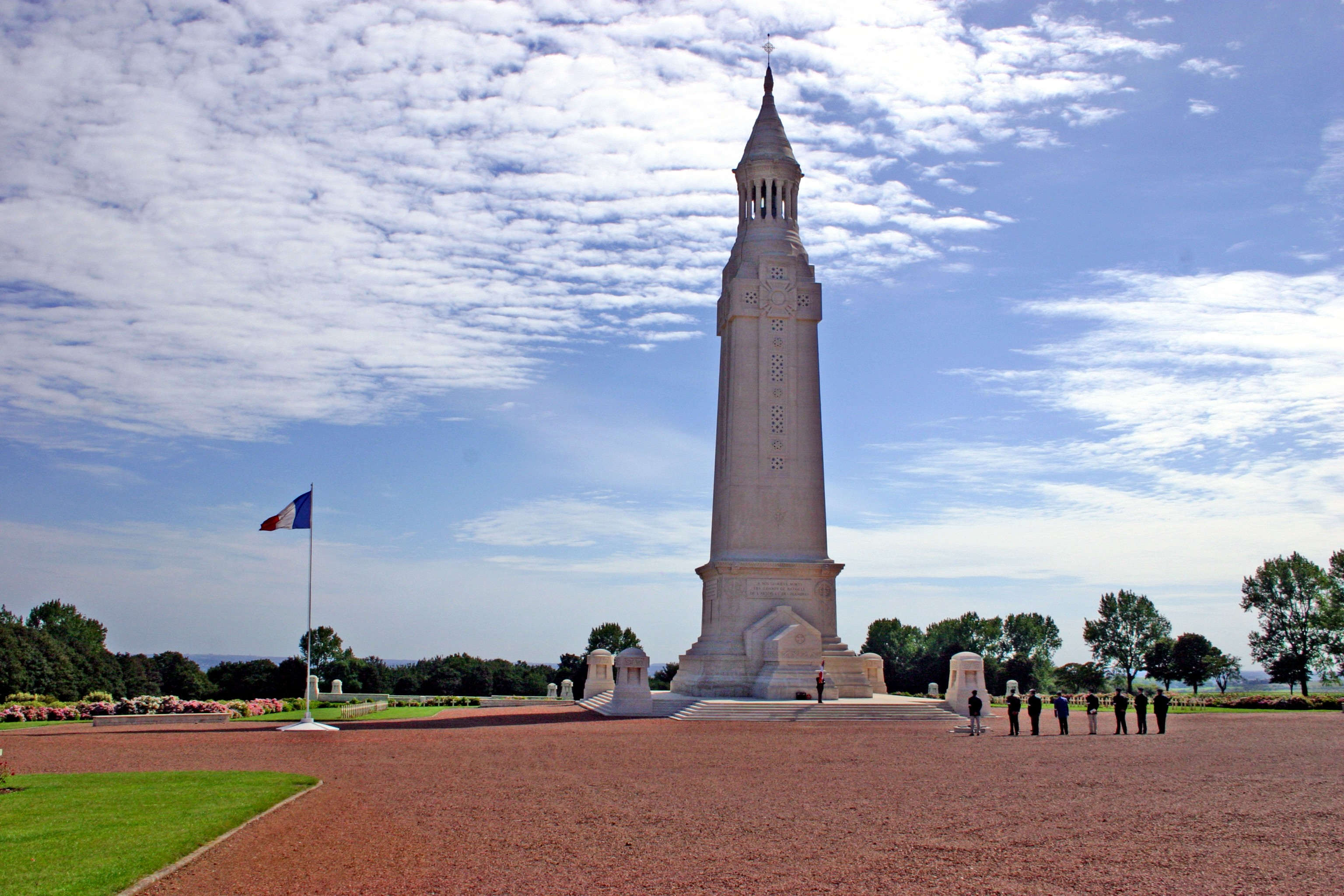
گورستان ملی نوتردام دو لورت.

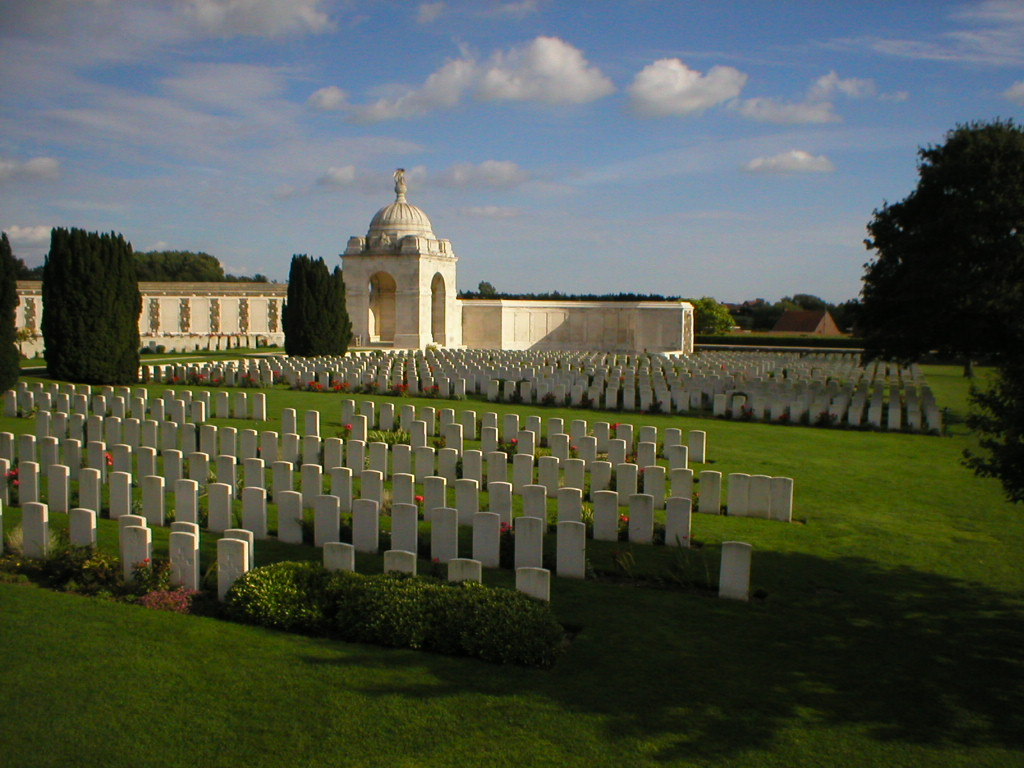
گورستان تین کوت در یپرس سالینت.

جنگ جهانی اول که از ژوئیه ۱۹۱۴ تا نوامبر ۱۹۱۸ به طول انجامید، بزرگترین جنگی بود که تا آن زمان به وقوع پیوسته بود. در هر سوی جنگ، متحدان زیادی قرار داشتند و موقعیت جغرافیایی و ناحیه‌های امپریالیستی آن‌ها به معنای این بود که در تمام مناطق جنگی، در سراسر اروپا، و نیز در جاهای دیری مانند شمال آفریقا و خاورمیانه جنگ برقرار است. نبرد، درگیری کوچکتری است که میان دو نیروی متخاصم نظامی رخ می‌دهد و غالباً بخشی از جنگ را تشکیل می‌دهد. این فهرستی ناکامل از نبردهای جنگ جهانی اول، به ترتیب زمان است. تاریخ هر نبرد بر مبنای تاریخ آغاز آن دانسته شده‌است.

## ۱۹۱۵

### فوریه
1. دفاع از کانال سوئز
2. نبرد دوم دریاچه مازوری
3. بمباران تنگه داردانل

### مارس
1. نبرد نوو شاپل
2. تلاش برای فشار به تنگه

### آوریل
1. نبرد شعیبه
2. نبرد گراونستافل (بخشی از نبرد دوم یپرس)
3. نبرد ژولیان (بخشی از نبرد دوم یپرس)
4. نبرد خور آنزاک
5. فرود در کیپ هیلس
6. نبرد اول کریتیا

### می
1. اسکی هسارلیق
2. نبرد دوم کریتیا
3. نبرد فریزنبرگ (بخشی از نبرد دوم یپرس)
4. نبرد فستوبرت
5. حمله ترکیه به خور آنزاک
6. نبرد بلوارد (بخشی پایانی نبرد ورجم روت و یپرس)
7. تسخیر آمارا

### ژوئن
1. نبرد سوم کریتیا
2. نبرد اول ایسونزو
3. نبرد نصیریه
4. نبرد گالی راوین

### ژوئیه

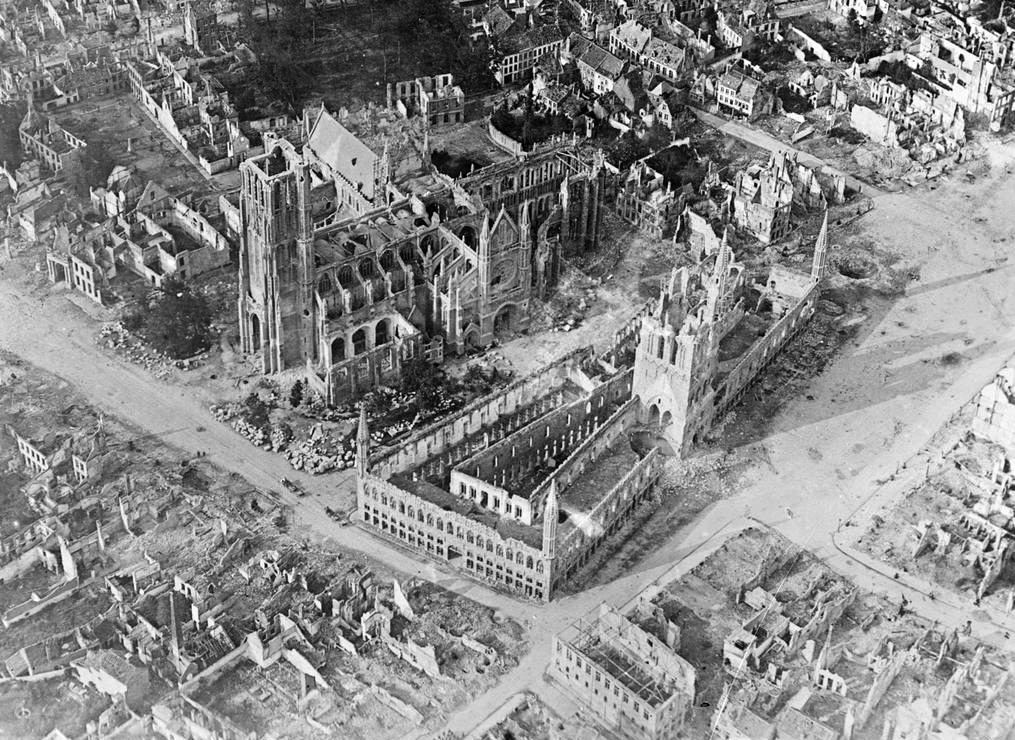
ویرانه‌های یپرس، پس از سه نبرد. نبردهای یپرس همچنین به سبب اثر تورمی که بر روی خطوط سنگرهای متحدین داشت، به نام نبرد تورم نیز شناخته شده‌است. به سبب اهمیت استراتژیک یپرس، نبردهای انجام شده بر سر آن کشته‌های فراوانی بر جای گذاشت.

1. حمله به آکی بابا
2. نبرد دوم ایسونزو

### اوت
1. خلیج ساولا
2. نبرد لاون پاین (نبرد کانلی سیرت)
3. نبرد ساری باییر
4. نبرد نک (نبرد کیلیچ باییر)
5. عقب‌نشینی بزرگ (روسیه)

- ۲۱. نبرد هیل ۶۰ (گالیپولی)
- ۲۱. نبرد اسکیمیتار هیل (نبرد یوسوفچوک تپه)

### سپتامبر

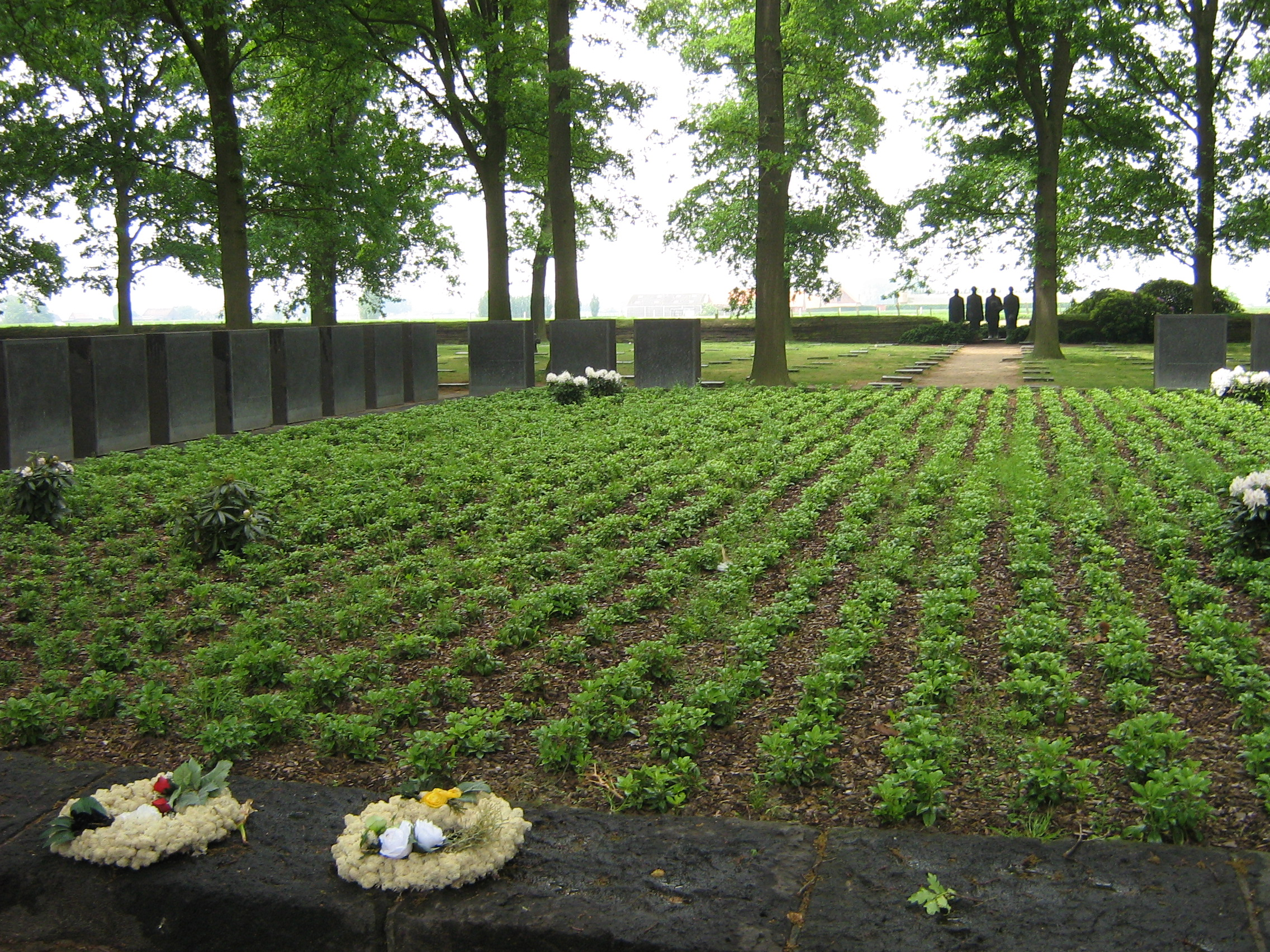
گورستان لانژمارک در بلژیک. در این گورستان که مربوط به جنگ آلمان است، گورهای دسته جمعی و فردی و نیز یادمانی برای قربانیان آلمانی جنگ قرار دارد.

1. نبرد لوس
2. نبرد کوت العماره
3. نبرد السین

### اکتبر
- ۱۸. نبرد سوم ایسونوزو

### نوامبر
1. نبرد چهارم ایسونوزو
2. نبرد کتسیفون

### دسامبر
1. آغاز محاصره کوت العماره
2. تخلیه گالیپولی

## ۱۹۱۶

### ژانویه
1. نبرد شیخ سعد
2. نبرد وادی
3. نبرد هانا

### فوریه
- ۲۱. نبرد فردون

### مارس
1. نبرد دوجیله
2. نبرد پنجم ایسونوزو
3. نبرد دریاچه ناروچ

### آوریل
1. نبرد اول کوت
2. پایان محاصره کوت العماره

### می
1. نبرد آسیاگو
2. حمله به ترنتینو
3. نبرد یوتلند

### ژوئن
1. نبرد لوتسک
2. نبرد خانقین

### ژوئیه
- ۱. نبرد سم

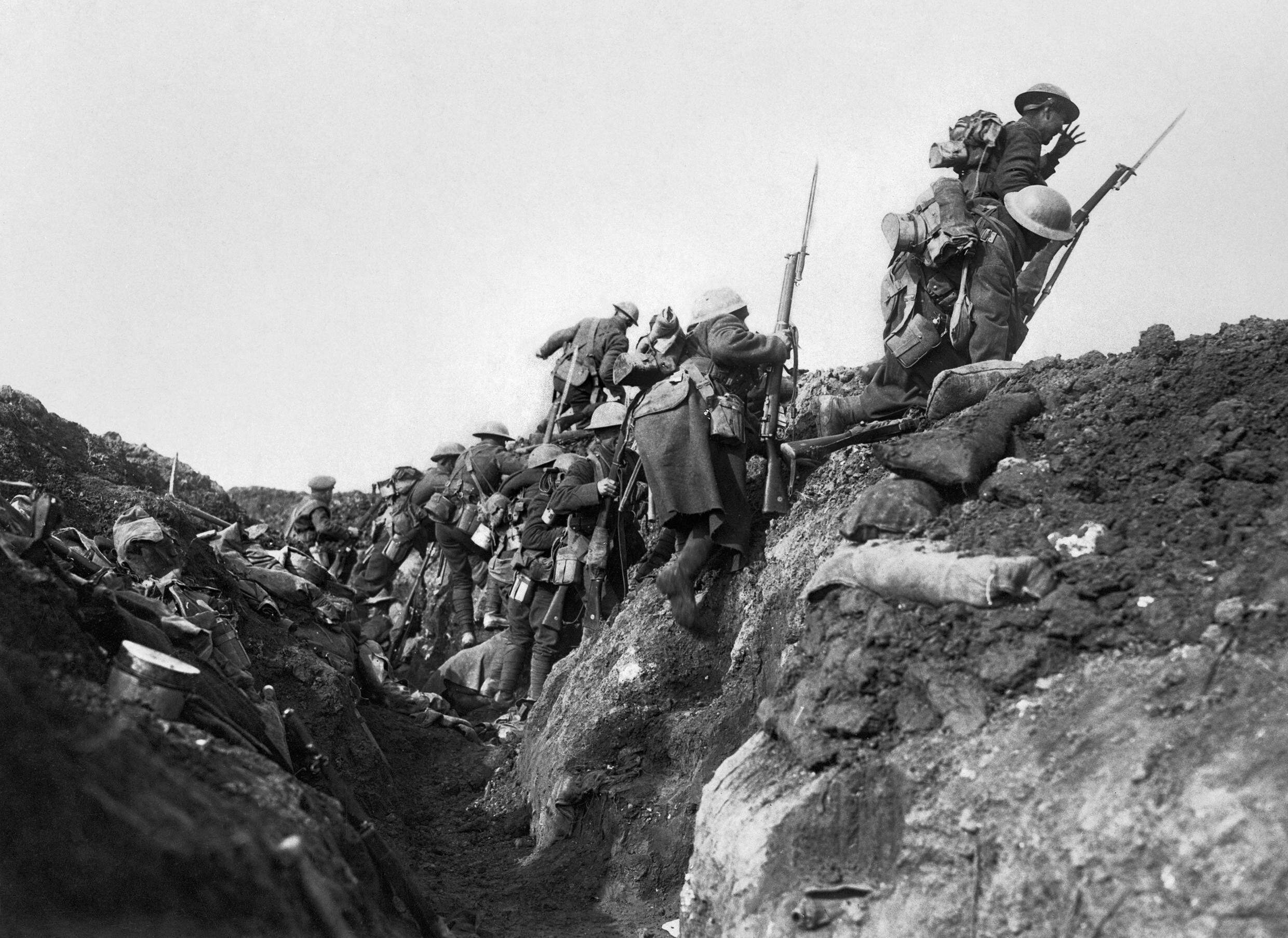
صعود سربازان انگلیسی در آغاز نبرد سم

1. نبرد خط الرأس بازنتین (بخشی از نبرد سم)
2. نبرد جنگل دلویل (بخشی از نبرد سم)
3. نبرد خط الرأس پوزیرس

### اوت
1. نبرد رمانه
2. نبرد ششم ایسونزو
3. نبرد گوریتسیا

### سپتامبر
1. نبرد ژیلمون
2. نبرد هفتم ایسونزو
3. نبرد فلرس-کورکلت

### اکتبر
- ۱۰. نبرد هشتم ایسونزو

### نوامبر
- ۱. نبرد نهم ایسونزو

### دسامبر
1. نبرد دوم کوت
2. نبرد مقبه

## ۱۹۱۷

### ژانویه
- ۹. نبرد پیچ خدیری

### فوریه
- ۲۶. نبرد نهرالکلک

### مارس
1. تسخیر بغداد
2. حمله سامراء
3. تصرف فلوجه
4. نبرد جبل هملین
5. نبرد اول غزه

### آوریل
1. نبرد دوم آراس
2. نبرد خط الرأس ویمی
3. نبرد شیاله
4. نبرد دوم آیسن
5. نبرد دوم غزه
6. نبرد استابولات
7. نبرد بوت

### می
1. نبرد دهم ایسونزو
2. نبرد تنگه اوترانو

### ژوئن
- ۷. نبرد مسینی

### ژوئیه
1. نبرد سوم یپرس
2. نبرد پاشنداله

### اوت
- ۱۹. نبرد یازدهم ایسونزو

### سپتامبر
- ۲۸. نبرد رمادی

### اکتبر
1. نبرد دوازدهم ایسونزو
2. نبرد کاپورتو
3. نبرد سوم غزه
4. نبرد بئرشبع

### نوامبر
1. تسخیر تکریت
2. نبرد رأس الخط موقار
3. نبرد کمبره

### دسامبر
- سقوط اورشلیم

## ۱۹۱۸

### مارس
- ۲۱. نبرد دوم سم - عملیات میشل

### آوریل
1. نبرد لیس - عملیات گئورگت (نبرد چهارم یپرس)
2. حمله به زیبروگی

### می
1. نبرد سوم آیسن - عملیات بلوشر-یورک
2. نبرد کانتینی

### ژوئن
1. نبرد جنگل بلاو
2. نبرد شاتو-تیری
3. نبرد رودخانه پیاوه

- ۱۸. عملیات ۱۸ ژوئن ۱۹۱۸

### ژوئیه
1. نبرد هامل
2. نبرد ابوتلول
3. نبرد دوم مارنه
4. نبرد سواسون
5. حمله به اورلینز

### اوت
1. نبرد آمینز
2. نبرد آمبوس نوگالس
3. نبرد مونت سن کوانتین

### سپتامبر
1. نبرد هاورینکورت
2. نبرد سن-میهیل
3. نبرد اپهی
4. نبرد مجدو
5. نبرد جنگل آرگون
6. نبرد کانال نورد
7. نبرد کانال سن کوانتین

### اکتبر
1. نبرد کمبره
2. نبرد ویتوریو ونتو
3. نبرد شرقه

### نوامبر
- ۴. نبرد دوم سامبره